# Gonzaga di Vescovato

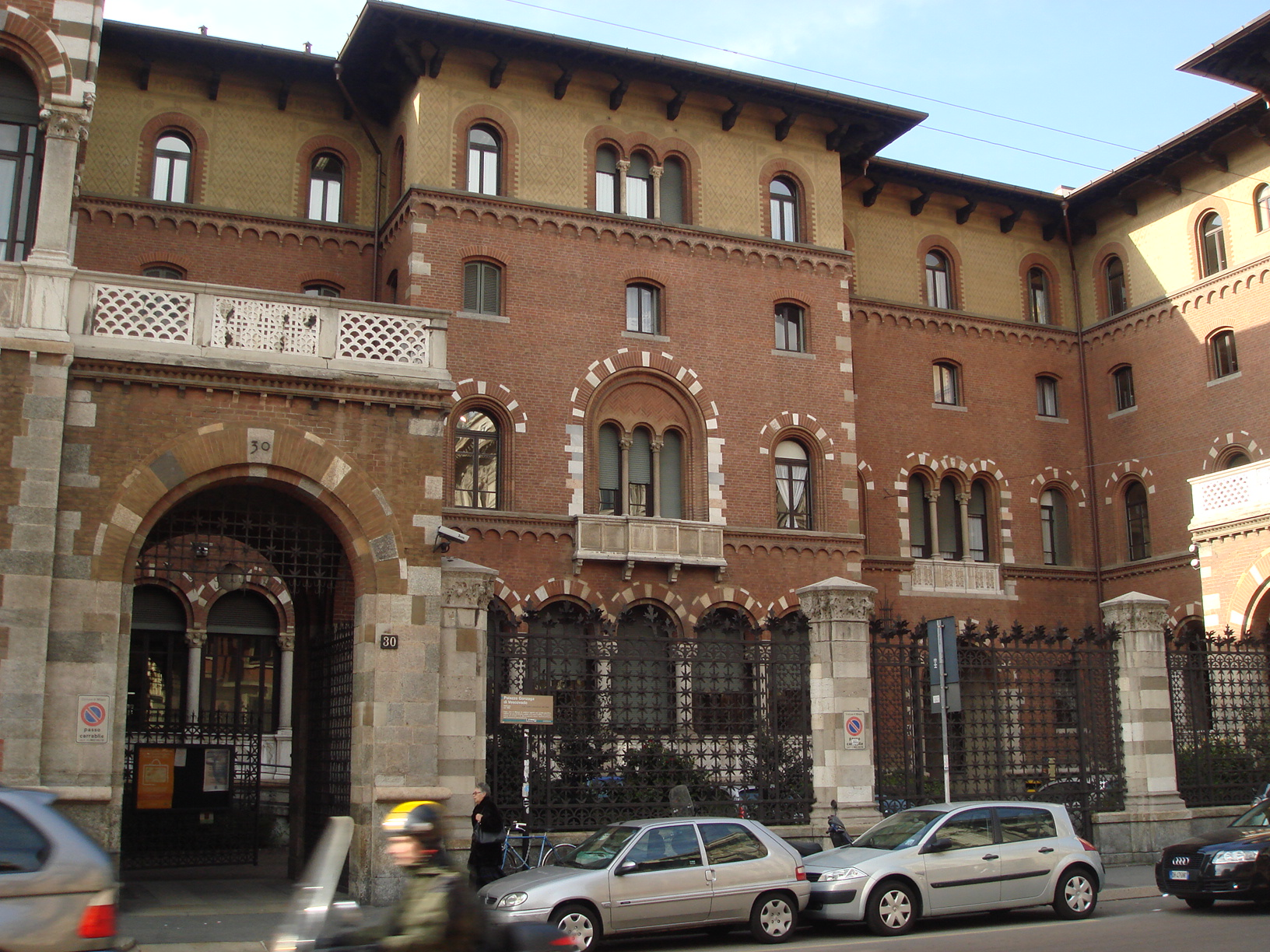
Milano, Palazzo Gonzaga di Vescovado

I Gonzaga di Vescovato (o linea "dei Marchesi") sono un ramo cadetto della famiglia Gonzaga, iniziato da Giovanni Gonzaga (1474-1525), signore di Vescovato nel 1519. È l'unico ramo ancora oggi esistente.

## Storia
I Gonzaga di Vescovato hanno avuto dal re d'Italia il riconoscimento del titolo di principe e il trattamento di Altezza Serenissima; in precedenza il feudo di Vescovato era stato retto dai Gonzaga di Novellara e Bagnolo.
Giovanni Gonzaga era il terzo figlio del marchese di Mantova Federico I Gonzaga (1441-1484) e di sua moglie Margherita di Baviera (1442-1479). Fu capitano generale dell'imperatore Massimiliano I. Acquistò una parte del feudo imperiale di Vescovato nel 1519 e ne fece la sua signoria, nella quale venne confermato dall'imperatore Carlo V nel 1521.
Nel 1559 suo nipote Sigismondo II Gonzaga, signore di Vescovato, ottenne l'elevazione del feudo a marchesato. Nel 1593 i suoi tre figli Carlo I, Guido Sforza e Giordano ottennero per sé e per i propri legittimi eredi la dignità di Principi del Sacro Romano Impero da Rodolfo II d'Asburgo.
Dal 1567 il feudo fu retto da tre linee della stessa famiglia:
- Ramo iniziato da Carlo Gonzaga e concluso con Sigismondo IV nel 1779;
- Ramo iniziato da Guido Sforza Gonzaga e concluso con Pirro Maria (1701-1719) e Gianfrancesco nel 1720;
- Ramo iniziato da Giordano Gonzaga e tuttora esistente.[6]

Ottennero dai Gonzaga di Mantova il feudo di Fontanetto, che venne venduto da Pirro Maria Gonzaga alla Casa Savoia agli inizi del Settecento.
Appartengono a questa famiglia i due pluridecorati generali del Regio Esercito: Maurizio (1861-1938), che ottenne il titolo di Marchese del Vodice, e Ferrante (1889-1943).

## Signori di Vescovato

### Linea di Novellara e Bagnolo
Dal 1441 al 1519, il feudo fu tenuto dalla linea di Novellara e Bagnolo, ma nel 1519 Giovanni Gonzaga acquistò le terre da Guido II di Bagnolo, sopravvissuto ai fratelli, con il titolo di "Signore di Vescovato", divenendo il capostipite del ramo.
| 1399-1441 | Giacomo di Novellara                                                                   | (?-1441) |
| 1441-1484 | Francesco I di Novellara e Giorgio di Bagnolo                                          | (?-1484) |
| 1484-1487 | Giorgio di Bagnolo                                                                     | (?-1487) |
| 1487-1519 | Cristoforo di Bagnolo, Giacomo di Bagnolo, Marcantonio di Bagnolo, Guido II di Bagnolo |          |

### Linea di Giovanni Gonzaga
| 1519-1525 | Giovanni      | (1474-1523) |
| 1525-1527 | Alessandro    | (1494-1525) |
| 1527-1530 | Sigismondo I  | (1499-1530) |
| 1530-1559 | Sigismondo II | (1530-1567) |

## Marchesi, principi del Sacro Romano Impero, Co-Signori di Vescovato

### Linea primogenita di Carlo I
Il Principato è una dignità e non un titolo di sovranità. I Marchesi rimangono Marchesi di Vescovato, ma si chiamano Principi di Vescovato.

La linea primogenita discendente dal marchese Carlo I tenne la signoria su Vescovato assieme alla linea cadetta fino alla sua estinzione con Sigismondo IV nel 1779.
| 1567-1614          | Carlo I            | (1551-1614) |
| 1614-1635          | Francesco Giovanni | (1593-1636) |
| 1635-1685          | Carlo II           | (1618-1695) |
| 1685-1694          | Sigismondo III     | (1625-1694) |
| 1695-1735          | Francesco Gaetano  | (1675-1735) |
| 1735-1779          | Sigismondo IV      | (1702-1779) |
| 1779-1783          | Francesco Niccolò  | (1731-1783) |
| 1783-1797 (—>1832) | Francesco Luigi    | (1763-1832) |
| 1832-1834          | Francesco Carlo    | (1766-1834) |
| 1834-1870          | Achille            | (1822-1870) |
| 1870-1916          | Ferrante           | (1846-1916) |
| 1916-1938          | Maurizio Ferrante  | (1861-1938) |
| 1938-1943          | Ferrante Vincenzo  | (1889-1943) |
| 1943-1946          | Maurizio Ferrante  | (1938-...)  |

### Marchesi, principi del Sacro Romano Impero, Co-Signori di Vescovato
La linea cadetta discendente dal principe Giordano, fratello minore del marchese Carlo I, ebbe il titolo di "Co-Signore di Vescovato" assieme alla linea primogenita, divenendo unica detentrice del titolo nel 1779, alla morte dell'ultimo esponente primogenito, Sigismondo IV.

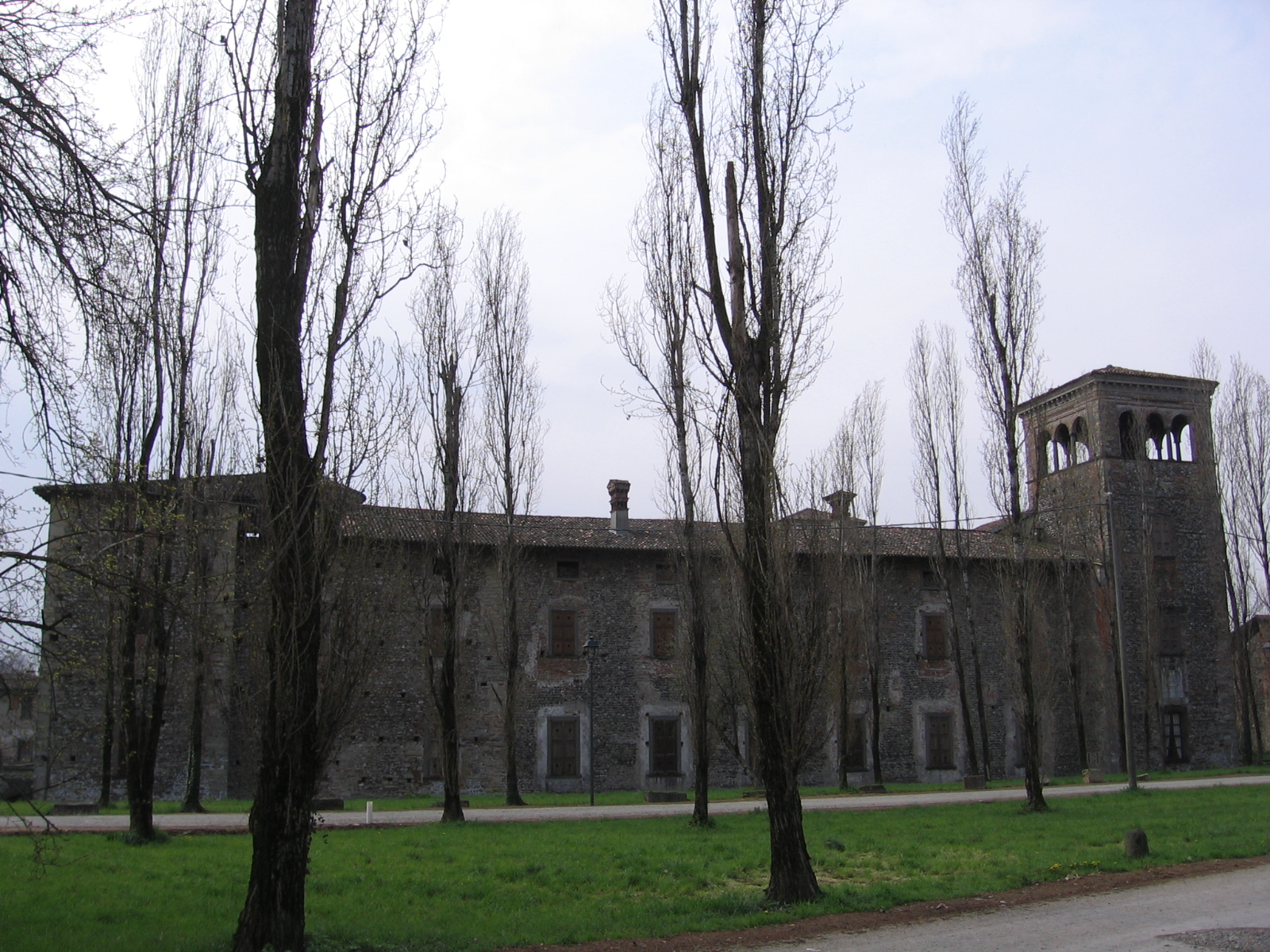
Castello di Cavernago, proprietà dei Gonzaga di Vescovato.

| 1593-1607 | Guido Sforza       | (1552-1607) |
| 1607-1614 | Giordano           | (1553-1614) |
|           | Pirro Maria        | (1590-1628) |
|           | Niccolò            | (1608-1665) |
|           | Gian Giordano      | (1640-1677) |
|           | Carlo Giuseppe     | (1664-1703) |
|           | Francesco Ferrante | (1697-1749) |

## Albero genealogico
```
 
Giovanni Gonzaga
 (1474-1525), signore di Vescovato nel 1519
Laura Bentivoglio x 1494 (NC-1523), figlia di Giovanni II, signore di Bologna
│ e Costanza Sforza di Pesaro
│
├ ─> Federigo (1495-1545), abate (SD)
│
├ ─> Francesco (1496-1523), (DSC)
│ x 1515 Lucrezia Sforza
│
├ ─> 
Alessandro
 (1497-1527), signore di Vescovato nel 1525
│ x 1513 Ippolita (NC-ap.1527), figlia di Guido I Sforza, conte di Santa Fiora
│ │ e Francesca Farnese
│ └ ─> Massimiliano (1519-1569) (CDS)
│ x Porzia Gonzaga, figlia di Gian Ludovico, signore Schivenoglia e Giovanna Thiene
│ (linea 
Gonzaga di Novellara e Bagnolo
)
├ ─> Ginevra (1498-1570), monaca (SD)
│ 
├ ─> Sigismondo (1499-1530), signore di Vescovato nel 1527
│ x Antonia (NC-1554), figlia di 
Cristoforo Pallavicino
, marchese di Busseto Bona e della Pusterla
│ │
│ ├ ─> Laura (NC)
│ │ x Gian Giacomo Trivulzio, marchese di Borgomanero (ca 1525-1549)
│ │
│ ├ ─> Carlo (1529-1530)
│ │
│ └ ─> Sigismondo II (1530-1567), marchese e signore (1559) Vescovato
│ x Lavinia, figlia di Guido Rangoni, conte di Spilamberto e Argentina Pallavicino
│ │
│ ├ ─> Margherita (NC-1607), monaca (SD)
│ │
│ ├ ─> Carlo I (1551-1614), marchese di Vescovato nel 1567, è il principe del Sacro Romano Impero nel 1593
│ │ x 1584 Olimpia (NC-1630), figlia del principe Besso Ferrero Fieschi, marchese di Masserano
│ │ │ e Camilla Sforza di Santa Fiora
│ │ │
│ │ ├ ─> principe Francesco (1593-1636), marchese di Vescovato nel 1635
│ │ │ x1 Camilla Ponzoni 1617 (NC-1635), vedova di Giordano di Vescovato (vedi sotto)
│ │ │ │
│ │ │ ├ ─> principe Carlo II (1618-1685), marchese di Vescovato nel 1635 (SD)
│ │ │ │
│ │ │ ├ ─> principe Sigismondo III (1625-1694), marchese di Vescovato nel 1685
│ │ │ │ x 1673 Amigoni Elena (1733)
│ │ │ │ │
│ │ │ │ ├ ─> principessa Anna Margherita (1674-1757)
│ │ │ │ │ x 1692 Francesco Valperga, marchese di Rivara
│ │ │ │ │
│ │ │ │ ├ ─> principe Gaetano Francesco (1675-1735), marchese di Vescovato nel 1695
│ │ │ │ │ x 1696 Anna Goldoni (NC-1730)
│ │ │ │ │ │
│ │ │ │ │ └ ─> principe Sigismondo IV (1702-1779), marchese di Vescovato nel 1735
│ │ │ │ │ x 1724 Carlotta Barissoni (NC-1768)
│ │ │ │ │ │
│ │ │ │ │ ├ ─> principessa Eleonora (1726-1782)
│ │ │ │ │ │ x marchese Francesco Riva
│ │ │ │ │ │
│ │ │ │ │ ├ ─> principe Carlo (1729-1762) (CDS)
│ │ │ │ │ │
│ │ │ │ │ ├ ─> principe Giovanni Antonio (1732-1752) (CDS)
│ │ │ │ │ │
│ │ │ │ │ └ ─> principessa Anna Francesca (1733-inizio) (SD)
│ │ │ │ │
│ │ │ │ └ ─> principe Ferdinando Carlo (1679-1729) (CDS)
│ │ │ │
│ │ │ └ ─> principe Bartolomeo (1629-1649) (CDS)
│ │ │ │
│ │ │ x2
 
1635 Cecilia Flameni Ottavia (NC-1640)
│ │ │ │
│ │ │ └ ─> principessa Olimpia (1636-1706), monaca (SD)
│ │ │
│ │ ├ ─> principessa Eleonora (1594-NC)
│ │ │ x 1617 Conte Silvio Bigliani
│ │ │
│ │ ├ ─> principessa Camilla (1598-NC)
│ │ │ x1 Lodovico Aldegati (NC-1614)
│ │ │ Fabio Scotti 1615 x2
│ │ │
│ │ ├ ─> principe Gian Sigismondo (1600-1665)
│ │ │ x 1626 Margherita Agnelli Soardi (NC-1674)
│ │ │ │
│ │ │ └ ─> principessa Eleonora (1628-1676)
│ │ │ x 1646 principe Manfredo da Correggio (1623-1672)
│ │ │
│ │ ├ ─> principessa Olimpia (NC-1620), monaca (SD)
│ │ │
│ │ ├ ─> principessa Barbara (NC-1648), monaca (SD)
│ │ │
│ │ └ ─> principessa Luigia (NC-1665) (CDS)
│ │
│ ├ ─> Guido Sforza (1552-1607), principe del Sacro Romano Impero nel 1593
│ │ x 1584 Elena Campigli (NC-1596)
│ │ │
│ │ ├ ─> principessa Elena (1585-NC), monaca (SD)
│ │ │
│ │ ├ ─> principessa Sigismonda (1587-1595) (SD)
│ │ │
│ │ ├ ─> principessa Caterina (1589-1609), monaca (SD)
│ │ │
│ │ ├ ─> principe Maria Pirro (1590-1628)
│ │ │ x 1608 Francesca (1590-1657), figlia di Luigi Gonzaga e Felicita Guerrieri di Mombello
│ │ │ │ sorella del marchese Luigi (linea 
Gonzaga di Palazzolo
)
│ │ │ │
│ │ │ ├ ─> principe Sforza (1613-1629) (SD)
│ │ │ │
│ │ │ ├ ─> principessa Elena (1618-ap.1664)
│ │ │ │ x 1634 Luigi (1666), marchese di Luzzara
│ │ │ │ │
│ │ │ │ └ ─> Linea 
Gonzaga di Luzzara

│ │ │ │
│ │ │ ├ ─> principe Ottavio (1622-1663)
│ │ │ │ x 1644 Eleonora, figlia di Ascanio Pio, principe di San Giorgio
│ │ │ │ │
│ │ │ │ ├ ─> principe Pirro Maria (1646-1707),
│ │ │ │ │ x 1665 Olimpia Grimani (NC)
│ │ │ │ │ │
│ │ │ │ │ ├ ─> principessa Francesca (1666-1716) (CDS)
│ │ │ │ │ │
│ │ │ │ │ ├ ─> principe Ottavio (1667-1709)
│ │ │ │ │ │ x 1698 Maria Rosa Trotti
│ │ │ │ │ │ │
│ │ │ │ │ │ ├ ─> principessa Eleonora (1699-1779)
│ │ │ │ │ │ │ x 1721 conte di Colloredo Carlo Lodovico
│ │ │ │ │ │ │
│ │ │ │ │ │ ├ ─> principessa Costanza (1700-1704) (SD)
│ │ │ │ │ │ │
│ │ │ │ │ │ ├ ─> principe Maria Pirro (1701-1719) (SD)
│ │ │ │ │ │ │
│ │ │ │ │ │ ├ ─> principessa Eleonora (1703-1704) (SD)
│ │ │ │ │ │ │
│ │ │ │ │ │ └ ─> principessa Marianna (1706-1758)
│ │ │ │ │ │ x av.1721?
│ │ │ │ │ │
│ │ │ │ │ ├ ─> principe Giovanni (1671-1730), padre di Grazan (SD)
│ │ │ │ │ │
│ │ │ │ │ ├ ─> principessa Maria Teresa (1673, 1727, suora (SD)
│ │ │ │ │ │
│ │ │ │ │ └ ─> principe Gianfrancesco (1674-1720), generale (DSC)
│ │ │ │ │
│ │ │ │ ├ ─> Principessa Beatrice (1648-NC)
│ │ │ │ │ x 1663 il conte Sigismondo Ponzoni
│ │ │ │ │
│ │ │ │ ├ ─> principessa Teresa (1649-1656) (SD)
│ │ │ │ │
│ │ │ │ ├ ─> principe Luigi (1652-1728) (CDS)
│ │ │ │ │
│ │ │ │ ├ ─> principe Ascanio (1654-1728), cardinale (SD)
│ │ │ │ │
│ │ │ │ └ ─> principessa Casimira (1656-1719), monaca (SD)
│ │ │ │
│ │ │ ├ ─> principe Guido (ca.1623-1679) (CDS)
│ │ │ │
│ │ │ └ ─> principessa Felicita (1625-NC)
│ │ │ x 1643 marchese Francesco Tassoni Estense (1619-1671)
│ │ │ │
│ │ │ └ ─> casa Tassoni
│ │ │
│ │ ├ ─> principessa Elisabetta (1591-inizio) (SD)
│ │ │
│ │ ├ ─> principessa Eleonora (1591-inizio) (SD)
│ │ │
│ │ └ ─> principessa Giuliana (1593-1599) (SD)
│ │
│ ├ ─> Giordano (1553-1614), principe del Sacro Romano Impero nel 1593
│ │ x1 Caterina Manna
│ │ │
│ │ ├ ─> principessa Elisabetta (NC)
│ │ │ x 1626 Arrigo Rossi, figlio del marchese di San Secondo
│ │ │
│ │ └ ─> 4 figlie, tutte le suore
│ │
│ │ x2 Camilla Ponzoni (NC-1635), vedova, sposò Francesco di Vescovato (vedi sopra)
│ │ └ ─> principe Niccolò (1608-1665)
│ │ x Aurelia Trissino (NC-1669)
│ │ │
│ │ ├ ─> principessa Camilla (1637-1694)
│ │ │ x marchese BonifacioRangoni
│ │ │
│ │ ├ ─> principessa Margherita (1640-1695), monaca (SD)
│ │ │
│ │ ├ ─> principe Gian Giordano (1640-1677)
│ │ │ x1
 
1660 Eleonora Manetti (NC-1666)
│ │ │ │
│ │ │ ├ ─> principessa Margherita (1661-1693)
│ │ │ │ x 1682 Francesco Castiglioni, marchese di Castiglione
│ │ │ │
│ │ │ ├ ─> principessa Barbara (1663-1699), monaca (SD)
│ │ │ │
│ │ │ ├ ─> principe Carlo Giuseppe (1664-1703)
│ │ │ │ x 1685 Olimpia Agnelli Soardi (NC-1701)
│ │ │ │ │
│ │ │ │ ├ ─> principe Francesco Giordano (1693-1712) (SD)
│ │ │ │ │
│ │ │ │ ├ ─> principessa Aurelia (1694-1718)
│ │ │ │ │ x 1709 marchese Francesco Pepoli
│ │ │ │ │
│ │ │ │ ├ ─> principe Francesco Ferrante (1697-1749)
│ │ │ │ │ x 1716 contessa Giulia Isolani (NC-1772)
│ │ │ │ │ │
│ │ │ │ │ ├ ─> principessa Olimpia (1718-NC) (CDS)
│ │ │ │ │ │
│ │ │ │ │ ├ ─> principessa Eleonora (1719-NC)
│ │ │ │ │ │ x Niccolò Ippoliti, conte di Gazoldo
│ │ │ │ │ │
│ │ │ │ │ ├ ─> principe Carlo (1721-1727) (CDS)
│ │ │ │ │ │
│ │ │ │ │ ├ ─> principe Nicola Francesco (1731-1783), marchese di Vescovato nel 1779
│ │ │ │ │ │ x 1756 marchesa Olimpia Scotti
│ │ │ │ │ │ │
│ │ │ │ │ │ ├ ─> principessa Rosa Francesca (1760-1819)
│ │ │ │ │ │ │ x conte Filippo Cocastelli (1755-1831), marchese di Montiglio
│ │ │ │ │ │ │
│ │ │ │ │ │ ├ ─> principe Luigi Francesco (1763-1832), marchese di Vescovato nel 1783
│ │ │ │ │ │ │ x marchesa Giulia Cavriani (1767-NC))
│ │ │ │ │ │ │ │
│ │ │ │ │ │ │ ├ ─> principessa Eleonora
│ │ │ │ │ │ │ │ x marchese Ferrante Zanetti
│ │ │ │ │ │ │ │
│ │ │ │ │ │ │ └ ─> principessa Teresa
│ │ │ │ │ │ │ x Giovanni Soranzo
│ │ │ │ │ │ │
│ │ │ │ │ │ ├ ─> principe Carlo Francesco (1766-1834), marchese di Vescovato nel 1832
│ │ │ │ │ │ │ x1
 
1791 Anna Corradi (1764-1812)
│ │ │ │ │ │ │ │
│ │ │ │ │ │ │ └ ─> principe Niccolò Francesco (1795-1825)
│ │ │ │ │ │ │.  Cristina Furlani x 1817
│ │ │ │ │ │ │.  │
│ │ │ │ │ │ │.  ├ ─> principessa Anna Francesca (1818-inizio) (SD)
│ │ │ │ │ │ │.  │
│ │ │ │ │ │ │.  ├ ─> principe Antonio (1823-inizio) (SD)
│ │ │ │ │ │ │.  │
│ │ │ │ │ │ │.  └ ─> principe Achille (1822-1870), marchese di Vescovato nel 1834
│ │ │ │ │ │ │.  x 1846 Elisabetta Borromeo (1823-1883)
│ │ │ │ │ │ │.  │
│ │ │ │ │ │ │.  ├ ─> principe Ferrante (1846-1916), marchese di Vescovato nel 1870 (SD)
│ │ │ │ │ │ │.  │ x1
 
1868 Maria Anna (1851-NC), figlia del conte Roncadelli
│ │ │ │ │ │ │.  │ x2
 
1891 la contessa Beatrice Malmignati (1851-1929)
│ │ │ │ │ │ │.  │
│ │ │ │ │ │ │.  └ ─> Costanza (1848-1926)
│ │ │ │ │ │ │.  Tullio Cavriani x 1867 (1842-1915)
│ │ │ │ │ │ │.
│ │ │ │ │ │ │ x2
 
1817 Giuseppa Pedrazzoli (1792-NC)
│ │ │ │ │ │ │ │
│ │ │ │ │ │ │ └ ─> principe Francesco Antonio (1831-1899)
│ │ │ │ │ │ │ x Giuseppina Domenica Priamo (1834-NC)
│ │ │ │ │ │ │ │
│ │ │ │ │ │ │ └ ─> principe Maurizio Ferrante (1861-1938), marchese di Vescovato nel 1916
│ │ │ │ │ │ │ marchese di Vodice, senatore del Regno d'Italia
│ │ │ │ │ │ │ x 1883 Ferdinanda Alliana (1862-1929)
│ │ │ │ │ │ │ │
│ │ │ │ │ │ │ └ ─> principe Vincenzo Ferrante (1889-1943), marchese di Vescovato nel 1938
│ │ │ │ │ │ │ marchese di Vodice, generale, senatore del Regno d'Italia
│ │ │ │ │ │ │ x 1937 Luisa Anguissola, figlia di Ranuccio Scotti,
│ │ │ │ │ │ │ │ conte di Podenzano 
│ │ │ │ │ │ │ │
│ │ │ │ │ │ │ ├ ─> principe Maurizio (nato nel 1938), marchese di Vescovato nel 1943
│ │ │ │ │ │ │ │ marchese di Vodice; capo della famiglia Gonzaga.
│ │ │ │ │ │ │ │
│ │ │ │ │ │ │ ├ ─> principe Corrado (1941-2021)
│ │ │ │ │ │ │ │ x 1965 Maria Luisa Bellini
│ │ │ │ │ │ │ │ │
│ │ │ │ │ │ │ │ ├ ─> principe Ferrante (n. 1966)
│ │ │ │ │ │ │ │ │  x 2000 Orsola Bocchi,
│ │ │ │ │ │ │ │ │  │
│ │ │ │ │ │ │ │ │  ├ ─> principe Corrado (n. 2004)
│ │ │ │ │ │ │ │ │  │
│ │ │ │ │ │ │ │ │  ├ ─> principessa Isabella (n. 2006)
│ │ │ │ │ │ │ │ │  |
│ │ │ │ │ │ │ | |  └ ─> principe Leone (n. 2012)
│ │ │ │ │ │ │ │ │
│ │ │ │ │ │ │ │ │
│ │ │ │ │ │ │ │ ├ ─> principe Francesco (n. 1967)
│ │ │ │ │ │ │ │ │
│ │ │ │ │ │ │ │ └ ─> principe Lodovico (n. 1969)
│ │ │ │ │ │ │ │
│ │ │ │ │ │ │ └ ─> principessa Isabella (n. 1942)
│ │ │ │ │ │ │ x 1964 Hans Otto Heidkamp 
│ │ │ │ │ │ │
│ │ │ │ │ │ ├ ─> principe Fabio Maria (1773-1848)
│ │ │ │ │ │ │ x Caterina Agosti
│ │ │ │ │ │ │ │
│ │ │ │ │ │ │ └ ─> principe Luigi (1796-1877)
│ │ │ │ │ │ │ x1 contessa Matilde Poldi Pezzoli
│ │ │ │ │ │ │ │
│ │ │ │ │ │ │ └ ─> principe Fabio (1840-1868) (CDS)
│ │ │ │ │ │ │.  Ippolita x 1864 (1843-1925), figlia di Federico, conte Bethlen
│ │ │ │ │ │ │.  e Teresa Gianella
│ │ │ │ │ │ │.
│ │ │ │ │ │ │ x2
 
1843 contessa Antonietta Greppi Bussero e Cornegliano
│ │ │ │ │ │ │ │
│ │ │ │ │ │ │ ├ ─> principe Corrado (1846-1862)
│ │ │ │ │ │ │ │
│ │ │ │ │ │ │ ├ ─> principe Luigi (1857-1906)
│ │ │ │ │ │ │ │ x 1879 Giovanna Melzi d'Eril Lodi (1840-1943)
│ │ │ │ │ │ │ │ │
│ │ │ │ │ │ │ │ ├ ─> principessa Giuseppina (1882-1948)
│ │ │ │ │ │ │ │ │ x 1907 Negrone Meli-Lupi (1874-1931), principe di Soragna
│ │ │ │ │ │ │ │ │
│ │ │ │ │ │ │ │ └ ─> principe Fabio Antonio (1885-1906)
│ │ │ │ │ │ │ │
│ │ │ │ │ │ │ └ ─> principe Emanuele (1858-1914)
│ │ │ │ │ │ │ x 1880 Gertrude del Carretto di Mombaldone (1859-1940)
│ │ │ │ │ │ │ │
│ │ │ │ │ │ │ ├ ─> principessa Valentina (1881-1970)
│ │ │ │ │ │ │ │ x Jose conte Bezzi
│ │ │ │ │ │ │ │
│ │ │ │ │ │ │ ├ ─> principe Carlo (1885-NC)
│ │ │ │ │ │ │ │ x 1921 Angerina Camerini dei Conti (1886-1972)
│ │ │ │ │ │ │ │
│ │ │ │ │ │ │ ├ ─> principessa Maria Antonietta (1887-NC)
│ │ │ │ │ │ │ │ x conte Pio Leone Medolago Albani (1878-1962)
│ │ │ │ │ │ │ │
│ │ │ │ │ │ │ ├ ─> principessa Elisa Agnese (1890-1910) (SD)
│ │ │ │ │ │ │ │
│ │ │ │ │ │ │ └ ─> principe Giovanni Maria (1894-1960)
│ │ │ │ │ │ │ x 1921 Caterina (1900-1985), figlia del conte Girolamo
│ │ │ │ │ │ │ Medolago Albani e della Contessa Maddalena Donà dalle Rose
│ │ │ │ │ │ │ │
│ │ │ │ │ │ │ ├ ─> principe Gian Francesco (1928-2012)
│ │ │ │ │ │ │ │ x 1956 Warmonda Valerio 
│ │ │ │ │ │ │ │ │
│ │ │ │ │ │ │ │ └ ─> principe Carlos Alessandro (n. 1957)
│ │ │ │ │ │ │ │ x 1983 Lauretana Stagno D'Alcontres (1958), figlia del
│ │ │ │ │ │ │ │ │ principe Pietro di Alcontres e Montesalso
│ │ │ │ │ │ │ │ │ e di Maria Francesca Ancillotto
│ │ │ │ │ │ │ │ │
│ │ │ │ │ │ │ │ ├ ─> principessa Eleonora (n. 1987)
│ │ │ │ │ │ │ │ │
│ │ │ │ │ │ │ │ ├ ─> principessa Maria Ludovica (n. 1988)
│ │ │ │ │ │ │ │ │
│ │ │ │ │ │ │ │ ├ ─> principessa Alix (n. 1994)
│ │ │ │ │ │ │ │ │
│ │ │ │ │ │ │ │ ├ ─> principessa Pietrina (n. 1994)
│ │ │ │ │ │ │ │
│ │ │ │ │ │ │ └ ─> principe Ferdinando Luigi (nato nel 1940)
│ │ │ │ │ │ │ x 1965 Maria Luisa di Annoni Gussola
│ │ │ │ │ │ │ │
│ │ │ │ │ │ │ ├ ─> principessa Caterina Maria Giorgia Clelia (n. 1966)
│ │ │ │ │ │ │ │ x Pier Luigi Brembilla 
│ │ │ │ │ │ │ │
│ │ │ │ │ │ │ └ ─> principe Ludovico Giovanni Maria (n. 1973)
│ │ │ │ │ │ │ │ x 1998 Paola Bassi (n.1966), figlia di Ugo Bassi
│ │ │ │ │ │ │ │ │ e di Laura Baizini
│ │ │ │ │ │ │ │ │
│ │ │ │ │ │ │ │ ├ ─> principessa Bianca Elisa (n. 2007)
│ │ │ │ │ │ │ │ │
│ │ │ │ │ │ │ │ ├ ─> principe Carlo (n. 2010)
│ │ │ │ │ │ │ │ 
│ │ │ │ │ │ └ ─> principessa Aurelia (1767-NC)
│ │ │ │ │ │ x Gaetano Visconti, conte di Lonate Pozzolo (NC-1813)
│ │ │ │ │ │
│ │ │ │ │ └ ─> 2 ragazze suore (SD)
│ │ │ │ │
│ │ │ │ └ ─> 3 ragazze suore (SD)
│ │ │ │
│ │ │ └ ─> principessa Cecilia (1666-1669) (SD)
│ │ │
│ │ ├ ─> principe Francesco (1661-1684)
│ │ │ x 1678 Pensani Teodora (NC-1681)
│ │ │
│ │ ├ ─> principessa Elisabetta (1642 - 1705), monaca (SD)
│ │ │
│ │ ├ ─> principe Luigi (1647-1702), sacerdote
│ │ │
│ │ ├ ─> principessa Eleonora (1648-NC)
│ │ │ x1
 
1667 Giuseppe Maria Visconti
│ │ │ x2
 
1684 Gianfranco Molinos
│ │ │
│ │ └ ─> principe Ferdinando (1651-1673)
│ │ 
│ ├ ─> Marzio (NC-giovane) (SD)
│ │ 
│ ├ ─> Argentina (NC-1622), monaca (SD)
│ │ 
│ ├ ─> Marzio (NC-giovane) (SD)
│ │ 
│ ├ ─> Fulvio (NC-1615) (CDS)
│ │ 
│ ├ ─> Francesco (NC) (CDS)
│ │ 
│ ├ ─> Ferrante (NC) (CDS)
│ │ 
│ └ ─> Paola (NC), monaca (SD)
│
├ ─> Camilla (1500-1585)
│ x 1523 Pietro Maria Rossi, marchese di San Secondo (NC-1547)
│
├ ─> Eleonora (ca 1501-inizio) (SD)
│
└ ─> Galeazzo (1502-1573), podestà di Modena (DSC)
```

### Tavola genealogica
|                   |                   |                   |                   |                               |                               |                               |                               |                               |                               |                              |                              |                              |                              |                              |                              |                              |                              |                             |                             | Giovanni *1474 †1525        |                             |                          |                          |                         |                         |                          |                          |                          |                          |                          |                          |                           |                           |                                |                                |                                |                                |                                |                                |                               |                               |                                |                                |                                |                                |                                |                                |                               |                               |                                 |                                 |                                 |                                 |                                 |                                 |                              |                              |                              |                              |                              |                              |                      |                      |                      |                      |                            |                            |                            |                            |                               |                               |                               |                               |                               |                               |  |  |  |  |  |  |  |  |  |  |  |  |  |  |  |  |  |  |  |  |  |  |  |  |  |  |  |  |  |  |
|                   |                   |                   |                   |                               |                               |                               |                               |                               |                               |                              |                              |                              |                              |                              |                              |                              |                              |                             |                             |                             |                             |                          |                          |                         |                         |                          |                          |                          |                          |                          |                          |                           |                           |                                |                                |                                |                                |                                |                                |                               |                               |                                |                                |                                |                                |                                |                                |                               |                               |                                 |                                 |                                 |                                 |                                 |                                 |                              |                              |                              |                              |                              |                              |                      |                      |                      |                      |                            |                            |                            |                            |                               |                               |                               |                               |                               |                               |  |  |  |  |  |  |  |  |  |  |  |  |  |  |  |  |  |  |  |  |  |  |  |  |  |  |  |  |  |  |
|                   |                   |                   |                   |                               |                               |                               |                               |                               |                               |                              |                              |                              |                              |                              |                              |                              |                              |                             |                             |                             |                             |                          |                          |                         |                         |                          |                          |                          |                          |                          |                          |                           |                           |                                |                                |                                |                                |                                |                                |                               |                               |                                |                                |                                |                                |                                |                                |                               |                               |                                 |                                 |                                 |                                 |                                 |                                 |                              |                              |                              |                              |                              |                              |                      |                      |                      |                      |                            |                            |                            |                            |                               |                               |                               |                               |                               |                               |  |  |  |  |  |  |  |  |  |  |  |  |  |  |  |  |  |  |  |  |  |  |  |  |  |  |  |  |  |  |
|                   |                   |                   |                   |                               |                               | Federigo *1495 †1545          | Federigo *1495 †1545          | Federigo *1495 †1545          | Federigo *1495 †1545          | Federigo *1495 †1545         | Federigo *1495 †1545         | Francesco *1496 †1523        | Francesco *1496 †1523        | Francesco *1496 †1523        | Francesco *1496 †1523        | Francesco *1496 †1523        | Francesco *1496 †1523        | Alessandro *1497 †1527      | Alessandro *1497 †1527      | Alessandro *1497 †1527      | Alessandro *1497 †1527      | Alessandro *1497 †1527   | Alessandro *1497 †1527   |                         |                         |                          |                          | Sigismondo I *1499 †1530 | Sigismondo I *1499 †1530 | Sigismondo I *1499 †1530 | Sigismondo I *1499 †1530 | Sigismondo I *1499 †1530  | Sigismondo I *1499 †1530  | Galeazzo *1502 †1573           | Galeazzo *1502 †1573           | Galeazzo *1502 †1573           | Galeazzo *1502 †1573           | Galeazzo *1502 †1573           | Galeazzo *1502 †1573           |                               |                               |                                |                                |                                |                                |                                |                                |                               |                               |                                 |                                 |                                 |                                 |                                 |                                 |                              |                              |                              |                              |                              |                              |                      |                      |                      |                      |                            |                            |                            |                            |                               |                               |                               |                               |                               |                               |  |  |  |  |  |  |  |  |  |  |  |  |  |  |  |  |  |  |  |  |  |  |  |  |  |  |  |  |  |  |
|                   |                   |                   |                   |                               |                               | Federigo *1495 †1545          | Federigo *1495 †1545          | Federigo *1495 †1545          | Federigo *1495 †1545          | Federigo *1495 †1545         | Federigo *1495 †1545         | Francesco *1496 †1523        | Francesco *1496 †1523        | Francesco *1496 †1523        | Francesco *1496 †1523        | Francesco *1496 †1523        | Francesco *1496 †1523        | Alessandro *1497 †1527      | Alessandro *1497 †1527      | Alessandro *1497 †1527      | Alessandro *1497 †1527      | Alessandro *1497 †1527   | Alessandro *1497 †1527   |                         |                         |                          |                          | Sigismondo I *1499 †1530 | Sigismondo I *1499 †1530 | Sigismondo I *1499 †1530 | Sigismondo I *1499 †1530 | Sigismondo I *1499 †1530  | Sigismondo I *1499 †1530  | Galeazzo *1502 †1573           | Galeazzo *1502 †1573           | Galeazzo *1502 †1573           | Galeazzo *1502 †1573           | Galeazzo *1502 †1573           | Galeazzo *1502 †1573           |                               |                               |                                |                                |                                |                                |                                |                                |                               |                               |                                 |                                 |                                 |                                 |                                 |                                 |                              |                              |                              |                              |                              |                              |                      |                      |                      |                      |                            |                            |                            |                            |                               |                               |                               |                               |                               |                               |  |  |  |  |  |  |  |  |  |  |  |  |  |  |  |  |  |  |  |  |  |  |  |  |  |  |  |  |  |  |
|                   |                   |                   |                   |                               |                               |                               |                               |                               |                               |                              |                              |                              |                              |                              |                              |                              |                              |                             |                             |                             |                             |                          |                          |                         |                         |                          |                          |                          |                          |                          |                          |                           |                           |                                |                                |                                |                                |                                |                                |                               |                               |                                |                                |                                |                                |                                |                                |                               |                               |                                 |                                 |                                 |                                 |                                 |                                 |                              |                              |                              |                              |                              |                              |                      |                      |                      |                      |                            |                            |                            |                            |                               |                               |                               |                               |                               |                               |  |  |  |  |  |  |  |  |  |  |  |  |  |  |  |  |  |  |  |  |  |  |  |  |  |  |  |  |  |  |
|                   |                   |                   |                   |                               |                               |                               |                               |                               |                               |                              |                              |                              |                              |                              |                              |                              |                              | Massimiliano *1519 †1569    | Massimiliano *1519 †1569    | Massimiliano *1519 †1569    | Massimiliano *1519 †1569    | Massimiliano *1519 †1569 | Massimiliano *1519 †1569 | Carlo *1529 †1530       | Carlo *1529 †1530       | Carlo *1529 †1530        | Carlo *1529 †1530        | Carlo *1529 †1530        | Carlo *1529 †1530        |                          |                          | Sigismondo II *1530 †1567 | Sigismondo II *1530 †1567 | Sigismondo II *1530 †1567      | Sigismondo II *1530 †1567      | Sigismondo II *1530 †1567      | Sigismondo II *1530 †1567      |                                |                                |                               |                               |                                |                                |                                |                                |                                |                                |                               |                               |                                 |                                 |                                 |                                 |                                 |                                 |                              |                              |                              |                              |                              |                              |                      |                      |                      |                      |                            |                            |                            |                            |                               |                               |                               |                               |                               |                               |  |  |  |  |  |  |  |  |  |  |  |  |  |  |  |  |  |  |  |  |  |  |  |  |  |  |  |  |  |  |
|                   |                   |                   |                   |                               |                               |                               |                               |                               |                               |                              |                              |                              |                              |                              |                              |                              |                              | Massimiliano *1519 †1569    | Massimiliano *1519 †1569    | Massimiliano *1519 †1569    | Massimiliano *1519 †1569    | Massimiliano *1519 †1569 | Massimiliano *1519 †1569 | Carlo *1529 †1530       | Carlo *1529 †1530       | Carlo *1529 †1530        | Carlo *1529 †1530        | Carlo *1529 †1530        | Carlo *1529 †1530        |                          |                          | Sigismondo II *1530 †1567 | Sigismondo II *1530 †1567 | Sigismondo II *1530 †1567      | Sigismondo II *1530 †1567      | Sigismondo II *1530 †1567      | Sigismondo II *1530 †1567      |                                |                                |                               |                               |                                |                                |                                |                                |                                |                                |                               |                               |                                 |                                 |                                 |                                 |                                 |                                 |                              |                              |                              |                              |                              |                              |                      |                      |                      |                      |                            |                            |                            |                            |                               |                               |                               |                               |                               |                               |  |  |  |  |  |  |  |  |  |  |  |  |  |  |  |  |  |  |  |  |  |  |  |  |  |  |  |  |  |  |
|                   |                   |                   |                   |                               |                               |                               |                               |                               |                               |                              |                              |                              |                              |                              |                              |                              |                              |                             |                             |                             |                             |                          |                          |                         |                         |                          |                          |                          |                          |                          |                          |                           |                           |                                |                                |                                |                                |                                |                                |                               |                               |                                |                                |                                |                                |                                |                                |                               |                               |                                 |                                 |                                 |                                 |                                 |                                 |                              |                              |                              |                              |                              |                              |                      |                      |                      |                      |                            |                            |                            |                            |                               |                               |                               |                               |                               |                               |  |  |  |  |  |  |  |  |  |  |  |  |  |  |  |  |  |  |  |  |  |  |  |  |  |  |  |  |  |  |
|                   |                   |                   |                   |                               |                               |                               |                               |                               |                               |                              |                              | Carlo *1551 †1614            | Carlo *1551 †1614            | Carlo *1551 †1614            | Carlo *1551 †1614            | Carlo *1551 †1614            | Carlo *1551 †1614            |                             |                             |                             |                             |                          |                          |                         |                         | Guido Sforza *1552 †1607 | Guido Sforza *1552 †1607 | Guido Sforza *1552 †1607 | Guido Sforza *1552 †1607 | Guido Sforza *1552 †1607 | Guido Sforza *1552 †1607 |                           |                           |                                |                                |                                |                                |                                |                                |                               |                               |                                |                                | Giordano *1553 †1614           | Giordano *1553 †1614           | Giordano *1553 †1614           | Giordano *1553 †1614           | Giordano *1553 †1614          | Giordano *1553 †1614          | Fulvio †1615                    | Fulvio †1615                    | Fulvio †1615                    | Fulvio †1615                    | Fulvio †1615                    | Fulvio †1615                    |                              |                              |                              |                              |                              |                              |                      |                      |                      |                      |                            |                            |                            |                            |                               |                               |                               |                               |                               |                               |  |  |  |  |  |  |  |  |  |  |  |  |  |  |  |  |  |  |  |  |  |  |  |  |  |  |  |  |  |  |
|                   |                   |                   |                   |                               |                               |                               |                               |                               |                               |                              |                              | Carlo *1551 †1614            | Carlo *1551 †1614            | Carlo *1551 †1614            | Carlo *1551 †1614            | Carlo *1551 †1614            | Carlo *1551 †1614            |                             |                             |                             |                             |                          |                          |                         |                         | Guido Sforza *1552 †1607 | Guido Sforza *1552 †1607 | Guido Sforza *1552 †1607 | Guido Sforza *1552 †1607 | Guido Sforza *1552 †1607 | Guido Sforza *1552 †1607 |                           |                           |                                |                                |                                |                                |                                |                                |                               |                               |                                |                                | Giordano *1553 †1614           | Giordano *1553 †1614           | Giordano *1553 †1614           | Giordano *1553 †1614           | Giordano *1553 †1614          | Giordano *1553 †1614          | Fulvio †1615                    | Fulvio †1615                    | Fulvio †1615                    | Fulvio †1615                    | Fulvio †1615                    | Fulvio †1615                    |                              |                              |                              |                              |                              |                              |                      |                      |                      |                      |                            |                            |                            |                            |                               |                               |                               |                               |                               |                               |  |  |  |  |  |  |  |  |  |  |  |  |  |  |  |  |  |  |  |  |  |  |  |  |  |  |  |  |  |  |
|                   |                   |                   |                   |                               |                               |                               |                               |                               |                               |                              |                              |                              |                              |                              |                              |                              |                              |                             |                             |                             |                             |                          |                          |                         |                         |                          |                          |                          |                          |                          |                          |                           |                           |                                |                                |                                |                                |                                |                                |                               |                               |                                |                                |                                |                                |                                |                                |                               |                               |                                 |                                 |                                 |                                 |                                 |                                 |                              |                              |                              |                              |                              |                              |                      |                      |                      |                      |                            |                            |                            |                            |                               |                               |                               |                               |                               |                               |  |  |  |  |  |  |  |  |  |  |  |  |  |  |  |  |  |  |  |  |  |  |  |  |  |  |  |  |  |  |
|                   |                   |                   |                   |                               |                               |                               |                               | Francesco *1593 †1636         | Francesco *1593 †1636         | Francesco *1593 †1636        | Francesco *1593 †1636        | Francesco *1593 †1636        | Francesco *1593 †1636        |                              |                              | Gian Sigismondo *1600 †1665  | Gian Sigismondo *1600 †1665  | Gian Sigismondo *1600 †1665 | Gian Sigismondo *1600 †1665 | Gian Sigismondo *1600 †1665 | Gian Sigismondo *1600 †1665 |                          |                          |                         |                         | Pirro Maria *1590 †1628  | Pirro Maria *1590 †1628  | Pirro Maria *1590 †1628  | Pirro Maria *1590 †1628  | Pirro Maria *1590 †1628  | Pirro Maria *1590 †1628  |                           |                           |                                |                                |                                |                                | Niccolò *1608 †1665            | Niccolò *1608 †1665            | Niccolò *1608 †1665           | Niccolò *1608 †1665           | Niccolò *1608 †1665            | Niccolò *1608 †1665            |                                |                                |                                |                                |                               |                               | Ferdinando Tiburzio *1611 †1672 | Ferdinando Tiburzio *1611 †1672 | Ferdinando Tiburzio *1611 †1672 | Ferdinando Tiburzio *1611 †1672 | Ferdinando Tiburzio *1611 †1672 | Ferdinando Tiburzio *1611 †1672 |                              |                              |                              |                              |                              |                              |                      |                      |                      |                      |                            |                            |                            |                            |                               |                               |                               |                               |                               |                               |  |  |  |  |  |  |  |  |  |  |  |  |  |  |  |  |  |  |  |  |  |  |  |  |  |  |  |  |  |  |
|                   |                   |                   |                   |                               |                               |                               |                               | Francesco *1593 †1636         | Francesco *1593 †1636         | Francesco *1593 †1636        | Francesco *1593 †1636        | Francesco *1593 †1636        | Francesco *1593 †1636        |                              |                              | Gian Sigismondo *1600 †1665  | Gian Sigismondo *1600 †1665  | Gian Sigismondo *1600 †1665 | Gian Sigismondo *1600 †1665 | Gian Sigismondo *1600 †1665 | Gian Sigismondo *1600 †1665 |                          |                          |                         |                         | Pirro Maria *1590 †1628  | Pirro Maria *1590 †1628  | Pirro Maria *1590 †1628  | Pirro Maria *1590 †1628  | Pirro Maria *1590 †1628  | Pirro Maria *1590 †1628  |                           |                           |                                |                                |                                |                                | Niccolò *1608 †1665            | Niccolò *1608 †1665            | Niccolò *1608 †1665           | Niccolò *1608 †1665           | Niccolò *1608 †1665            | Niccolò *1608 †1665            |                                |                                |                                |                                |                               |                               | Ferdinando Tiburzio *1611 †1672 | Ferdinando Tiburzio *1611 †1672 | Ferdinando Tiburzio *1611 †1672 | Ferdinando Tiburzio *1611 †1672 | Ferdinando Tiburzio *1611 †1672 | Ferdinando Tiburzio *1611 †1672 |                              |                              |                              |                              |                              |                              |                      |                      |                      |                      |                            |                            |                            |                            |                               |                               |                               |                               |                               |                               |  |  |  |  |  |  |  |  |  |  |  |  |  |  |  |  |  |  |  |  |  |  |  |  |  |  |  |  |  |  |
|                   |                   |                   |                   |                               |                               |                               |                               |                               |                               |                              |                              |                              |                              |                              |                              |                              |                              |                             |                             |                             |                             |                          |                          |                         |                         |                          |                          |                          |                          |                          |                          |                           |                           |                                |                                |                                |                                |                                |                                |                               |                               |                                |                                |                                |                                |                                |                                |                               |                               |                                 |                                 |                                 |                                 |                                 |                                 |                              |                              |                              |                              |                              |                              |                      |                      |                      |                      |                            |                            |                            |                            |                               |                               |                               |                               |                               |                               |  |  |  |  |  |  |  |  |  |  |  |  |  |  |  |  |  |  |  |  |  |  |  |  |  |  |  |  |  |  |
|                   |                   | Carlo *1618 †1695 | Carlo *1618 †1695 | Carlo *1618 †1695             | Carlo *1618 †1695             | Carlo *1618 †1695             | Carlo *1618 †1695             | Sigismondo III *1625 †1694    | Sigismondo III *1625 †1694    | Sigismondo III *1625 †1694   | Sigismondo III *1625 †1694   | Sigismondo III *1625 †1694   | Sigismondo III *1625 †1694   | Bartolomeo *1629 †1649       | Bartolomeo *1629 †1649       | Bartolomeo *1629 †1649       | Bartolomeo *1629 †1649       | Bartolomeo *1629 †1649      | Bartolomeo *1629 †1649      | Sforza *1613 †1629          | Sforza *1613 †1629          | Sforza *1613 †1629       | Sforza *1613 †1629       | Sforza *1613 †1629      | Sforza *1613 †1629      | Ottavio *1622 †1663      | Ottavio *1622 †1663      | Ottavio *1622 †1663      | Ottavio *1622 †1663      | Ottavio *1622 †1663      | Ottavio *1622 †1663      | Guido *~1623 †1679        | Guido *~1623 †1679        | Guido *~1623 †1679             | Guido *~1623 †1679             | Guido *~1623 †1679             | Guido *~1623 †1679             | Gian Giordano *1640 †1677      | Gian Giordano *1640 †1677      | Gian Giordano *1640 †1677     | Gian Giordano *1640 †1677     | Gian Giordano *1640 †1677      | Gian Giordano *1640 †1677      | Francesco *1661 †1684          | Francesco *1661 †1684          | Francesco *1661 †1684          | Francesco *1661 †1684          | Francesco *1661 †1684         | Francesco *1661 †1684         | Luigi *1647 †1702               | Luigi *1647 †1702               | Luigi *1647 †1702               | Luigi *1647 †1702               | Luigi *1647 †1702               | Luigi *1647 †1702               | Ferdinando *1651 †1673       | Ferdinando *1651 †1673       | Ferdinando *1651 †1673       | Ferdinando *1651 †1673       | Ferdinando *1651 †1673       | Ferdinando *1651 †1673       |                      |                      |                      |                      |                            |                            |                            |                            |                               |                               |                               |                               |                               |                               |  |  |  |  |  |  |  |  |  |  |  |  |  |  |  |  |  |  |  |  |  |  |  |  |  |  |  |  |  |  |
|                   |                   | Carlo *1618 †1695 | Carlo *1618 †1695 | Carlo *1618 †1695             | Carlo *1618 †1695             | Carlo *1618 †1695             | Carlo *1618 †1695             | Sigismondo III *1625 †1694    | Sigismondo III *1625 †1694    | Sigismondo III *1625 †1694   | Sigismondo III *1625 †1694   | Sigismondo III *1625 †1694   | Sigismondo III *1625 †1694   | Bartolomeo *1629 †1649       | Bartolomeo *1629 †1649       | Bartolomeo *1629 †1649       | Bartolomeo *1629 †1649       | Bartolomeo *1629 †1649      | Bartolomeo *1629 †1649      | Sforza *1613 †1629          | Sforza *1613 †1629          | Sforza *1613 †1629       | Sforza *1613 †1629       | Sforza *1613 †1629      | Sforza *1613 †1629      | Ottavio *1622 †1663      | Ottavio *1622 †1663      | Ottavio *1622 †1663      | Ottavio *1622 †1663      | Ottavio *1622 †1663      | Ottavio *1622 †1663      | Guido *~1623 †1679        | Guido *~1623 †1679        | Guido *~1623 †1679             | Guido *~1623 †1679             | Guido *~1623 †1679             | Guido *~1623 †1679             | Gian Giordano *1640 †1677      | Gian Giordano *1640 †1677      | Gian Giordano *1640 †1677     | Gian Giordano *1640 †1677     | Gian Giordano *1640 †1677      | Gian Giordano *1640 †1677      | Francesco *1661 †1684          | Francesco *1661 †1684          | Francesco *1661 †1684          | Francesco *1661 †1684          | Francesco *1661 †1684         | Francesco *1661 †1684         | Luigi *1647 †1702               | Luigi *1647 †1702               | Luigi *1647 †1702               | Luigi *1647 †1702               | Luigi *1647 †1702               | Luigi *1647 †1702               | Ferdinando *1651 †1673       | Ferdinando *1651 †1673       | Ferdinando *1651 †1673       | Ferdinando *1651 †1673       | Ferdinando *1651 †1673       | Ferdinando *1651 †1673       |                      |                      |                      |                      |                            |                            |                            |                            |                               |                               |                               |                               |                               |                               |  |  |  |  |  |  |  |  |  |  |  |  |  |  |  |  |  |  |  |  |  |  |  |  |  |  |  |  |  |  |
|                   |                   |                   |                   |                               |                               |                               |                               |                               |                               |                              |                              |                              |                              |                              |                              |                              |                              |                             |                             |                             |                             |                          |                          |                         |                         |                          |                          |                          |                          |                          |                          |                           |                           |                                |                                |                                |                                |                                |                                |                               |                               |                                |                                |                                |                                |                                |                                |                               |                               |                                 |                                 |                                 |                                 |                                 |                                 |                              |                              |                              |                              |                              |                              |                      |                      |                      |                      |                            |                            |                            |                            |                               |                               |                               |                               |                               |                               |  |  |  |  |  |  |  |  |  |  |  |  |  |  |  |  |  |  |  |  |  |  |  |  |  |  |  |  |  |  |
|                   |                   |                   |                   | Francesco Gaetano *1675 †1735 | Francesco Gaetano *1675 †1735 | Francesco Gaetano *1675 †1735 | Francesco Gaetano *1675 †1735 | Francesco Gaetano *1675 †1735 | Francesco Gaetano *1675 †1735 |                              |                              | Ferdinando Carlo *1679 †1729 | Ferdinando Carlo *1679 †1729 | Ferdinando Carlo *1679 †1729 | Ferdinando Carlo *1679 †1729 | Ferdinando Carlo *1679 †1729 | Ferdinando Carlo *1679 †1729 |                             |                             | Pirro Maria *1646 †1707     | Pirro Maria *1646 †1707     | Pirro Maria *1646 †1707  | Pirro Maria *1646 †1707  | Pirro Maria *1646 †1707 | Pirro Maria *1646 †1707 | Luigi *1652 †1728        | Luigi *1652 †1728        | Luigi *1652 †1728        | Luigi *1652 †1728        | Luigi *1652 †1728        | Luigi *1652 †1728        | Ascanio *1654 †1728       | Ascanio *1654 †1728       | Ascanio *1654 †1728            | Ascanio *1654 †1728            | Ascanio *1654 †1728            | Ascanio *1654 †1728            | Carlo Giuseppe *1664 †1703     | Carlo Giuseppe *1664 †1703     | Carlo Giuseppe *1664 †1703    | Carlo Giuseppe *1664 †1703    | Carlo Giuseppe *1664 †1703     | Carlo Giuseppe *1664 †1703     |                                |                                |                                |                                |                               |                               |                                 |                                 |                                 |                                 |                                 |                                 |                              |                              |                              |                              |                              |                              |                      |                      |                      |                      |                            |                            |                            |                            |                               |                               |                               |                               |                               |                               |  |  |  |  |  |  |  |  |  |  |  |  |  |  |  |  |  |  |  |  |  |  |  |  |  |  |  |  |  |  |
|                   |                   |                   |                   | Francesco Gaetano *1675 †1735 | Francesco Gaetano *1675 †1735 | Francesco Gaetano *1675 †1735 | Francesco Gaetano *1675 †1735 | Francesco Gaetano *1675 †1735 | Francesco Gaetano *1675 †1735 |                              |                              | Ferdinando Carlo *1679 †1729 | Ferdinando Carlo *1679 †1729 | Ferdinando Carlo *1679 †1729 | Ferdinando Carlo *1679 †1729 | Ferdinando Carlo *1679 †1729 | Ferdinando Carlo *1679 †1729 |                             |                             | Pirro Maria *1646 †1707     | Pirro Maria *1646 †1707     | Pirro Maria *1646 †1707  | Pirro Maria *1646 †1707  | Pirro Maria *1646 †1707 | Pirro Maria *1646 †1707 | Luigi *1652 †1728        | Luigi *1652 †1728        | Luigi *1652 †1728        | Luigi *1652 †1728        | Luigi *1652 †1728        | Luigi *1652 †1728        | Ascanio *1654 †1728       | Ascanio *1654 †1728       | Ascanio *1654 †1728            | Ascanio *1654 †1728            | Ascanio *1654 †1728            | Ascanio *1654 †1728            | Carlo Giuseppe *1664 †1703     | Carlo Giuseppe *1664 †1703     | Carlo Giuseppe *1664 †1703    | Carlo Giuseppe *1664 †1703    | Carlo Giuseppe *1664 †1703     | Carlo Giuseppe *1664 †1703     |                                |                                |                                |                                |                               |                               |                                 |                                 |                                 |                                 |                                 |                                 |                              |                              |                              |                              |                              |                              |                      |                      |                      |                      |                            |                            |                            |                            |                               |                               |                               |                               |                               |                               |  |  |  |  |  |  |  |  |  |  |  |  |  |  |  |  |  |  |  |  |  |  |  |  |  |  |  |  |  |  |
|                   |                   |                   |                   |                               |                               |                               |                               |                               |                               |                              |                              |                              |                              |                              |                              |                              |                              |                             |                             |                             |                             |                          |                          |                         |                         |                          |                          |                          |                          |                          |                          |                           |                           |                                |                                |                                |                                |                                |                                |                               |                               |                                |                                |                                |                                |                                |                                |                               |                               |                                 |                                 |                                 |                                 |                                 |                                 |                              |                              |                              |                              |                              |                              |                      |                      |                      |                      |                            |                            |                            |                            |                               |                               |                               |                               |                               |                               |  |  |  |  |  |  |  |  |  |  |  |  |  |  |  |  |  |  |  |  |  |  |  |  |  |  |  |  |  |  |
|                   |                   |                   |                   | Sigismondo IV *1702 †1779     | Sigismondo IV *1702 †1779     | Sigismondo IV *1702 †1779     | Sigismondo IV *1702 †1779     | Sigismondo IV *1702 †1779     | Sigismondo IV *1702 †1779     |                              |                              |                              |                              |                              |                              |                              |                              |                             |                             | Ottavio *1667 †1709         | Ottavio *1667 †1709         | Ottavio *1667 †1709      | Ottavio *1667 †1709      | Ottavio *1667 †1709     | Ottavio *1667 †1709     |                          |                          |                          |                          |                          |                          |                           |                           | Francesco Giordano *1693 †1712 | Francesco Giordano *1693 †1712 | Francesco Giordano *1693 †1712 | Francesco Giordano *1693 †1712 | Francesco Giordano *1693 †1712 | Francesco Giordano *1693 †1712 |                               |                               | Francesco Ferrante *1697 †1749 | Francesco Ferrante *1697 †1749 | Francesco Ferrante *1697 †1749 | Francesco Ferrante *1697 †1749 | Francesco Ferrante *1697 †1749 | Francesco Ferrante *1697 †1749 |                               |                               |                                 |                                 |                                 |                                 |                                 |                                 |                              |                              |                              |                              |                              |                              |                      |                      |                      |                      |                            |                            |                            |                            |                               |                               |                               |                               |                               |                               |  |  |  |  |  |  |  |  |  |  |  |  |  |  |  |  |  |  |  |  |  |  |  |  |  |  |  |  |  |  |
|                   |                   |                   |                   | Sigismondo IV *1702 †1779     | Sigismondo IV *1702 †1779     | Sigismondo IV *1702 †1779     | Sigismondo IV *1702 †1779     | Sigismondo IV *1702 †1779     | Sigismondo IV *1702 †1779     |                              |                              |                              |                              |                              |                              |                              |                              |                             |                             | Ottavio *1667 †1709         | Ottavio *1667 †1709         | Ottavio *1667 †1709      | Ottavio *1667 †1709      | Ottavio *1667 †1709     | Ottavio *1667 †1709     |                          |                          |                          |                          |                          |                          |                           |                           | Francesco Giordano *1693 †1712 | Francesco Giordano *1693 †1712 | Francesco Giordano *1693 †1712 | Francesco Giordano *1693 †1712 | Francesco Giordano *1693 †1712 | Francesco Giordano *1693 †1712 |                               |                               | Francesco Ferrante *1697 †1749 | Francesco Ferrante *1697 †1749 | Francesco Ferrante *1697 †1749 | Francesco Ferrante *1697 †1749 | Francesco Ferrante *1697 †1749 | Francesco Ferrante *1697 †1749 |                               |                               |                                 |                                 |                                 |                                 |                                 |                                 |                              |                              |                              |                              |                              |                              |                      |                      |                      |                      |                            |                            |                            |                            |                               |                               |                               |                               |                               |                               |  |  |  |  |  |  |  |  |  |  |  |  |  |  |  |  |  |  |  |  |  |  |  |  |  |  |  |  |  |  |
|                   |                   |                   |                   |                               |                               |                               |                               |                               |                               |                              |                              |                              |                              |                              |                              |                              |                              |                             |                             |                             |                             |                          |                          |                         |                         |                          |                          |                          |                          |                          |                          |                           |                           |                                |                                |                                |                                |                                |                                |                               |                               |                                |                                |                                |                                |                                |                                |                               |                               |                                 |                                 |                                 |                                 |                                 |                                 |                              |                              |                              |                              |                              |                              |                      |                      |                      |                      |                            |                            |                            |                            |                               |                               |                               |                               |                               |                               |  |  |  |  |  |  |  |  |  |  |  |  |  |  |  |  |  |  |  |  |  |  |  |  |  |  |  |  |  |  |
| Carlo *1729 †1762 | Carlo *1729 †1762 | Carlo *1729 †1762 | Carlo *1729 †1762 | Carlo *1729 †1762             | Carlo *1729 †1762             |                               |                               | Giovanni Antonio *1732 †1752  | Giovanni Antonio *1732 †1752  | Giovanni Antonio *1732 †1752 | Giovanni Antonio *1732 †1752 | Giovanni Antonio *1732 †1752 | Giovanni Antonio *1732 †1752 |                              |                              |                              |                              |                             |                             | Pirro Maria *1701 †1719     | Pirro Maria *1701 †1719     | Pirro Maria *1701 †1719  | Pirro Maria *1701 †1719  | Pirro Maria *1701 †1719 | Pirro Maria *1701 †1719 |                          |                          |                          |                          |                          |                          |                           |                           |                                |                                |                                |                                | Carlo *1721 †1727              | Carlo *1721 †1727              | Carlo *1721 †1727             | Carlo *1721 †1727             | Carlo *1721 †1727              | Carlo *1721 †1727              |                                |                                | Francesco Niccolò *1731 †1783  | Francesco Niccolò *1731 †1783  | Francesco Niccolò *1731 †1783 | Francesco Niccolò *1731 †1783 | Francesco Niccolò *1731 †1783   | Francesco Niccolò *1731 †1783   |                                 |                                 |                                 |                                 |                              |                              |                              |                              |                              |                              |                      |                      |                      |                      |                            |                            |                            |                            |                               |                               |                               |                               |                               |                               |  |  |  |  |  |  |  |  |  |  |  |  |  |  |  |  |  |  |  |  |  |  |  |  |  |  |  |  |  |  |
| Carlo *1729 †1762 | Carlo *1729 †1762 | Carlo *1729 †1762 | Carlo *1729 †1762 | Carlo *1729 †1762             | Carlo *1729 †1762             |                               |                               | Giovanni Antonio *1732 †1752  | Giovanni Antonio *1732 †1752  | Giovanni Antonio *1732 †1752 | Giovanni Antonio *1732 †1752 | Giovanni Antonio *1732 †1752 | Giovanni Antonio *1732 †1752 |                              |                              |                              |                              |                             |                             | Pirro Maria *1701 †1719     | Pirro Maria *1701 †1719     | Pirro Maria *1701 †1719  | Pirro Maria *1701 †1719  | Pirro Maria *1701 †1719 | Pirro Maria *1701 †1719 |                          |                          |                          |                          |                          |                          |                           |                           |                                |                                |                                |                                | Carlo *1721 †1727              | Carlo *1721 †1727              | Carlo *1721 †1727             | Carlo *1721 †1727             | Carlo *1721 †1727              | Carlo *1721 †1727              |                                |                                | Francesco Niccolò *1731 †1783  | Francesco Niccolò *1731 †1783  | Francesco Niccolò *1731 †1783 | Francesco Niccolò *1731 †1783 | Francesco Niccolò *1731 †1783   | Francesco Niccolò *1731 †1783   |                                 |                                 |                                 |                                 |                              |                              |                              |                              |                              |                              |                      |                      |                      |                      |                            |                            |                            |                            |                               |                               |                               |                               |                               |                               |  |  |  |  |  |  |  |  |  |  |  |  |  |  |  |  |  |  |  |  |  |  |  |  |  |  |  |  |  |  |
|                   |                   |                   |                   |                               |                               |                               |                               |                               |                               |                              |                              |                              |                              |                              |                              |                              |                              |                             |                             |                             |                             |                          |                          |                         |                         |                          |                          |                          |                          |                          |                          |                           |                           |                                |                                |                                |                                |                                |                                |                               |                               |                                |                                |                                |                                |                                |                                |                               |                               |                                 |                                 |                                 |                                 |                                 |                                 |                              |                              |                              |                              |                              |                              |                      |                      |                      |                      |                            |                            |                            |                            |                               |                               |                               |                               |                               |                               |  |  |  |  |  |  |  |  |  |  |  |  |  |  |  |  |  |  |  |  |  |  |  |  |  |  |  |  |  |  |
|                   |                   |                   |                   |                               |                               |                               |                               |                               |                               |                              |                              |                              |                              |                              |                              |                              |                              |                             |                             |                             |                             |                          |                          |                         |                         |                          |                          |                          |                          |                          |                          |                           |                           | Francesco Luigi *1763 †1832    | Francesco Luigi *1763 †1832    | Francesco Luigi *1763 †1832    | Francesco Luigi *1763 †1832    | Francesco Luigi *1763 †1832    | Francesco Luigi *1763 †1832    | Francesco Carlo *1766 †1834   | Francesco Carlo *1766 †1834   | Francesco Carlo *1766 †1834    | Francesco Carlo *1766 †1834    | Francesco Carlo *1766 †1834    | Francesco Carlo *1766 †1834    |                                |                                |                               |                               |                                 |                                 |                                 |                                 |                                 |                                 | Fabio Maria *1768/1773 †1848 | Fabio Maria *1768/1773 †1848 | Fabio Maria *1768/1773 †1848 | Fabio Maria *1768/1773 †1848 | Fabio Maria *1768/1773 †1848 | Fabio Maria *1768/1773 †1848 |                      |                      |                      |                      |                            |                            |                            |                            |                               |                               |                               |                               |                               |                               |  |  |  |  |  |  |  |  |  |  |  |  |  |  |  |  |  |  |  |  |  |  |  |  |  |  |  |  |  |  |
|                   |                   |                   |                   |                               |                               |                               |                               |                               |                               |                              |                              |                              |                              |                              |                              |                              |                              |                             |                             |                             |                             |                          |                          |                         |                         |                          |                          |                          |                          |                          |                          |                           |                           | Francesco Luigi *1763 †1832    | Francesco Luigi *1763 †1832    | Francesco Luigi *1763 †1832    | Francesco Luigi *1763 †1832    | Francesco Luigi *1763 †1832    | Francesco Luigi *1763 †1832    | Francesco Carlo *1766 †1834   | Francesco Carlo *1766 †1834   | Francesco Carlo *1766 †1834    | Francesco Carlo *1766 †1834    | Francesco Carlo *1766 †1834    | Francesco Carlo *1766 †1834    |                                |                                |                               |                               |                                 |                                 |                                 |                                 |                                 |                                 | Fabio Maria *1768/1773 †1848 | Fabio Maria *1768/1773 †1848 | Fabio Maria *1768/1773 †1848 | Fabio Maria *1768/1773 †1848 | Fabio Maria *1768/1773 †1848 | Fabio Maria *1768/1773 †1848 |                      |                      |                      |                      |                            |                            |                            |                            |                               |                               |                               |                               |                               |                               |  |  |  |  |  |  |  |  |  |  |  |  |  |  |  |  |  |  |  |  |  |  |  |  |  |  |  |  |  |  |
|                   |                   |                   |                   |                               |                               |                               |                               |                               |                               |                              |                              |                              |                              |                              |                              |                              |                              |                             |                             |                             |                             |                          |                          |                         |                         |                          |                          |                          |                          |                          |                          |                           |                           |                                |                                |                                |                                |                                |                                |                               |                               |                                |                                |                                |                                |                                |                                |                               |                               |                                 |                                 |                                 |                                 |                                 |                                 |                              |                              |                              |                              |                              |                              |                      |                      |                      |                      |                            |                            |                            |                            |                               |                               |                               |                               |                               |                               |  |  |  |  |  |  |  |  |  |  |  |  |  |  |  |  |  |  |  |  |  |  |  |  |  |  |  |  |  |  |
|                   |                   |                   |                   |                               |                               |                               |                               |                               |                               |                              |                              |                              |                              |                              |                              |                              |                              |                             |                             |                             |                             |                          |                          |                         |                         |                          |                          |                          |                          |                          |                          |                           |                           |                                |                                | Francesco Niccolo *1795 †1825  | Francesco Niccolo *1795 †1825  | Francesco Niccolo *1795 †1825  | Francesco Niccolo *1795 †1825  | Francesco Niccolo *1795 †1825 | Francesco Niccolo *1795 †1825 |                                |                                |                                |                                | Antonio Francesco *1831 †1899  | Antonio Francesco *1831 †1899  | Antonio Francesco *1831 †1899 | Antonio Francesco *1831 †1899 | Antonio Francesco *1831 †1899   | Antonio Francesco *1831 †1899   |                                 |                                 |                                 |                                 | Luigi *1796 †1877            | Luigi *1796 †1877            | Luigi *1796 †1877            | Luigi *1796 †1877            | Luigi *1796 †1877            | Luigi *1796 †1877            |                      |                      |                      |                      |                            |                            |                            |                            |                               |                               |                               |                               |                               |                               |  |  |  |  |  |  |  |  |  |  |  |  |  |  |  |  |  |  |  |  |  |  |  |  |  |  |  |  |  |  |
|                   |                   |                   |                   |                               |                               |                               |                               |                               |                               |                              |                              |                              |                              |                              |                              |                              |                              |                             |                             |                             |                             |                          |                          |                         |                         |                          |                          |                          |                          |                          |                          |                           |                           |                                |                                | Francesco Niccolo *1795 †1825  | Francesco Niccolo *1795 †1825  | Francesco Niccolo *1795 †1825  | Francesco Niccolo *1795 †1825  | Francesco Niccolo *1795 †1825 | Francesco Niccolo *1795 †1825 |                                |                                |                                |                                | Antonio Francesco *1831 †1899  | Antonio Francesco *1831 †1899  | Antonio Francesco *1831 †1899 | Antonio Francesco *1831 †1899 | Antonio Francesco *1831 †1899   | Antonio Francesco *1831 †1899   |                                 |                                 |                                 |                                 | Luigi *1796 †1877            | Luigi *1796 †1877            | Luigi *1796 †1877            | Luigi *1796 †1877            | Luigi *1796 †1877            | Luigi *1796 †1877            |                      |                      |                      |                      |                            |                            |                            |                            |                               |                               |                               |                               |                               |                               |  |  |  |  |  |  |  |  |  |  |  |  |  |  |  |  |  |  |  |  |  |  |  |  |  |  |  |  |  |  |
|                   |                   |                   |                   |                               |                               |                               |                               |                               |                               |                              |                              |                              |                              |                              |                              |                              |                              |                             |                             |                             |                             |                          |                          |                         |                         |                          |                          |                          |                          |                          |                          |                           |                           |                                |                                |                                |                                |                                |                                |                               |                               |                                |                                |                                |                                |                                |                                |                               |                               |                                 |                                 |                                 |                                 |                                 |                                 |                              |                              |                              |                              |                              |                              |                      |                      |                      |                      |                            |                            |                            |                            |                               |                               |                               |                               |                               |                               |  |  |  |  |  |  |  |  |  |  |  |  |  |  |  |  |  |  |  |  |  |  |  |  |  |  |  |  |  |  |
|                   |                   |                   |                   |                               |                               |                               |                               |                               |                               |                              |                              |                              |                              |                              |                              |                              |                              |                             |                             |                             |                             |                          |                          |                         |                         |                          |                          |                          |                          |                          |                          | Antonio *†1823            | Antonio *†1823            | Antonio *†1823                 | Antonio *†1823                 | Antonio *†1823                 | Antonio *†1823                 |                                |                                | Achille *1822 †1870           | Achille *1822 †1870           | Achille *1822 †1870            | Achille *1822 †1870            | Achille *1822 †1870            | Achille *1822 †1870            | Maurizio Ferrante *1861 †1938  | Maurizio Ferrante *1861 †1938  | Maurizio Ferrante *1861 †1938 | Maurizio Ferrante *1861 †1938 | Maurizio Ferrante *1861 †1938   | Maurizio Ferrante *1861 †1938   | Luigi *1857 †1906               | Luigi *1857 †1906               | Luigi *1857 †1906               | Luigi *1857 †1906               | Luigi *1857 †1906            | Luigi *1857 †1906            |                              |                              |                              |                              | Emanuele *1858 †1914 | Emanuele *1858 †1914 | Emanuele *1858 †1914 | Emanuele *1858 †1914 | Emanuele *1858 †1914       | Emanuele *1858 †1914       |                            |                            |                               |                               |                               |                               |                               |                               |  |  |  |  |  |  |  |  |  |  |  |  |  |  |  |  |  |  |  |  |  |  |  |  |  |  |  |  |  |  |
|                   |                   |                   |                   |                               |                               |                               |                               |                               |                               |                              |                              |                              |                              |                              |                              |                              |                              |                             |                             |                             |                             |                          |                          |                         |                         |                          |                          |                          |                          |                          |                          | Antonio *†1823            | Antonio *†1823            | Antonio *†1823                 | Antonio *†1823                 | Antonio *†1823                 | Antonio *†1823                 |                                |                                | Achille *1822 †1870           | Achille *1822 †1870           | Achille *1822 †1870            | Achille *1822 †1870            | Achille *1822 †1870            | Achille *1822 †1870            | Maurizio Ferrante *1861 †1938  | Maurizio Ferrante *1861 †1938  | Maurizio Ferrante *1861 †1938 | Maurizio Ferrante *1861 †1938 | Maurizio Ferrante *1861 †1938   | Maurizio Ferrante *1861 †1938   | Luigi *1857 †1906               | Luigi *1857 †1906               | Luigi *1857 †1906               | Luigi *1857 †1906               | Luigi *1857 †1906            | Luigi *1857 †1906            |                              |                              |                              |                              | Emanuele *1858 †1914 | Emanuele *1858 †1914 | Emanuele *1858 †1914 | Emanuele *1858 †1914 | Emanuele *1858 †1914       | Emanuele *1858 †1914       |                            |                            |                               |                               |                               |                               |                               |                               |  |  |  |  |  |  |  |  |  |  |  |  |  |  |  |  |  |  |  |  |  |  |  |  |  |  |  |  |  |  |
|                   |                   |                   |                   |                               |                               |                               |                               |                               |                               |                              |                              |                              |                              |                              |                              |                              |                              |                             |                             |                             |                             |                          |                          |                         |                         |                          |                          |                          |                          |                          |                          |                           |                           |                                |                                |                                |                                |                                |                                |                               |                               |                                |                                |                                |                                |                                |                                |                               |                               |                                 |                                 |                                 |                                 |                                 |                                 |                              |                              |                              |                              |                              |                              |                      |                      |                      |                      |                            |                            |                            |                            |                               |                               |                               |                               |                               |                               |  |  |  |  |  |  |  |  |  |  |  |  |  |  |  |  |  |  |  |  |  |  |  |  |  |  |  |  |  |  |
|                   |                   |                   |                   |                               |                               |                               |                               |                               |                               |                              |                              |                              |                              |                              |                              |                              |                              |                             |                             |                             |                             |                          |                          |                         |                         |                          |                          |                          |                          |                          |                          |                           |                           |                                |                                |                                |                                |                                |                                | Ferrante *1846 †1916          | Ferrante *1846 †1916          | Ferrante *1846 †1916           | Ferrante *1846 †1916           | Ferrante *1846 †1916           | Ferrante *1846 †1916           | Ferrante Vincenzo *1889 †1943  | Ferrante Vincenzo *1889 †1943  | Ferrante Vincenzo *1889 †1943 | Ferrante Vincenzo *1889 †1943 | Ferrante Vincenzo *1889 †1943   | Ferrante Vincenzo *1889 †1943   | Fabio Antonio *1885 †1906       | Fabio Antonio *1885 †1906       | Fabio Antonio *1885 †1906       | Fabio Antonio *1885 †1906       | Fabio Antonio *1885 †1906    | Fabio Antonio *1885 †1906    | Carlo *1885 †1921            | Carlo *1885 †1921            | Carlo *1885 †1921            | Carlo *1885 †1921            | Carlo *1885 †1921    | Carlo *1885 †1921    |                      |                      | Giovanni Maria *1894 †1960 | Giovanni Maria *1894 †1960 | Giovanni Maria *1894 †1960 | Giovanni Maria *1894 †1960 | Giovanni Maria *1894 †1960    | Giovanni Maria *1894 †1960    |                               |                               |                               |                               |  |  |  |  |  |  |  |  |  |  |  |  |  |  |  |  |  |  |  |  |  |  |  |  |  |  |  |  |  |  |
|                   |                   |                   |                   |                               |                               |                               |                               |                               |                               |                              |                              |                              |                              |                              |                              |                              |                              |                             |                             |                             |                             |                          |                          |                         |                         |                          |                          |                          |                          |                          |                          |                           |                           |                                |                                |                                |                                |                                |                                | Ferrante *1846 †1916          | Ferrante *1846 †1916          | Ferrante *1846 †1916           | Ferrante *1846 †1916           | Ferrante *1846 †1916           | Ferrante *1846 †1916           | Ferrante Vincenzo *1889 †1943  | Ferrante Vincenzo *1889 †1943  | Ferrante Vincenzo *1889 †1943 | Ferrante Vincenzo *1889 †1943 | Ferrante Vincenzo *1889 †1943   | Ferrante Vincenzo *1889 †1943   | Fabio Antonio *1885 †1906       | Fabio Antonio *1885 †1906       | Fabio Antonio *1885 †1906       | Fabio Antonio *1885 †1906       | Fabio Antonio *1885 †1906    | Fabio Antonio *1885 †1906    | Carlo *1885 †1921            | Carlo *1885 †1921            | Carlo *1885 †1921            | Carlo *1885 †1921            | Carlo *1885 †1921    | Carlo *1885 †1921    |                      |                      | Giovanni Maria *1894 †1960 | Giovanni Maria *1894 †1960 | Giovanni Maria *1894 †1960 | Giovanni Maria *1894 †1960 | Giovanni Maria *1894 †1960    | Giovanni Maria *1894 †1960    |                               |                               |                               |                               |  |  |  |  |  |  |  |  |  |  |  |  |  |  |  |  |  |  |  |  |  |  |  |  |  |  |  |  |  |  |
|                   |                   |                   |                   |                               |                               |                               |                               |                               |                               |                              |                              |                              |                              |                              |                              |                              |                              |                             |                             |                             |                             |                          |                          |                         |                         |                          |                          |                          |                          |                          |                          |                           |                           |                                |                                |                                |                                |                                |                                |                               |                               |                                |                                |                                |                                |                                |                                |                               |                               |                                 |                                 |                                 |                                 |                                 |                                 |                              |                              |                              |                              |                              |                              |                      |                      |                      |                      |                            |                            |                            |                            |                               |                               |                               |                               |                               |                               |  |  |  |  |  |  |  |  |  |  |  |  |  |  |  |  |  |  |  |  |  |  |  |  |  |  |  |  |  |  |
|                   |                   |                   |                   |                               |                               |                               |                               |                               |                               |                              |                              |                              |                              |                              |                              |                              |                              |                             |                             |                             |                             |                          |                          |                         |                         |                          |                          |                          |                          |                          |                          |                           |                           |                                |                                |                                |                                |                                |                                |                               |                               | Maurizio *1938                 | Maurizio *1938                 | Maurizio *1938                 | Maurizio *1938                 | Maurizio *1938                 | Maurizio *1938                 |                               |                               | Corrado *1941 †2021             | Corrado *1941 †2021             | Corrado *1941 †2021             | Corrado *1941 †2021             | Corrado *1941 †2021             | Corrado *1941 †2021             |                              |                              |                              |                              |                              |                              | Gianfrancesco †1928  | Gianfrancesco †1928  | Gianfrancesco †1928  | Gianfrancesco †1928  | Gianfrancesco †1928        | Gianfrancesco †1928        |                            |                            | Ferdinando Luigi *1940        | Ferdinando Luigi *1940        | Ferdinando Luigi *1940        | Ferdinando Luigi *1940        | Ferdinando Luigi *1940        | Ferdinando Luigi *1940        |  |  |  |  |  |  |  |  |  |  |  |  |  |  |  |  |  |  |  |  |  |  |  |  |  |  |  |  |  |  |
|                   |                   |                   |                   |                               |                               |                               |                               |                               |                               |                              |                              |                              |                              |                              |                              |                              |                              |                             |                             |                             |                             |                          |                          |                         |                         |                          |                          |                          |                          |                          |                          |                           |                           |                                |                                |                                |                                |                                |                                |                               |                               | Maurizio *1938                 | Maurizio *1938                 | Maurizio *1938                 | Maurizio *1938                 | Maurizio *1938                 | Maurizio *1938                 |                               |                               | Corrado *1941 †2021             | Corrado *1941 †2021             | Corrado *1941 †2021             | Corrado *1941 †2021             | Corrado *1941 †2021             | Corrado *1941 †2021             |                              |                              |                              |                              |                              |                              | Gianfrancesco †1928  | Gianfrancesco †1928  | Gianfrancesco †1928  | Gianfrancesco †1928  | Gianfrancesco †1928        | Gianfrancesco †1928        |                            |                            | Ferdinando Luigi *1940        | Ferdinando Luigi *1940        | Ferdinando Luigi *1940        | Ferdinando Luigi *1940        | Ferdinando Luigi *1940        | Ferdinando Luigi *1940        |  |  |  |  |  |  |  |  |  |  |  |  |  |  |  |  |  |  |  |  |  |  |  |  |  |  |  |  |  |  |
|                   |                   |                   |                   |                               |                               |                               |                               |                               |                               |                              |                              |                              |                              |                              |                              |                              |                              |                             |                             |                             |                             |                          |                          |                         |                         |                          |                          |                          |                          |                          |                          |                           |                           |                                |                                |                                |                                |                                |                                |                               |                               |                                |                                |                                |                                |                                |                                |                               |                               |                                 |                                 |                                 |                                 |                                 |                                 |                              |                              |                              |                              |                              |                              |                      |                      |                      |                      |                            |                            |                            |                            |                               |                               |                               |                               |                               |                               |  |  |  |  |  |  |  |  |  |  |  |  |  |  |  |  |  |  |  |  |  |  |  |  |  |  |  |  |  |  |
|                   |                   |                   |                   |                               |                               |                               |                               |                               |                               |                              |                              |                              |                              |                              |                              |                              |                              |                             |                             |                             |                             |                          |                          |                         |                         |                          |                          |                          |                          |                          |                          |                           |                           |                                |                                |                                |                                |                                |                                |                               |                               |                                |                                | Ferrante *1966                 | Ferrante *1966                 | Ferrante *1966                 | Ferrante *1966                 | Ferrante *1966                | Ferrante *1966                | Francesco *1967                 | Francesco *1967                 | Francesco *1967                 | Francesco *1967                 | Francesco *1967                 | Francesco *1967                 | Gian Lodovico *1969          | Gian Lodovico *1969          | Gian Lodovico *1969          | Gian Lodovico *1969          | Gian Lodovico *1969          | Gian Lodovico *1969          | Alessandro *1957     | Alessandro *1957     | Alessandro *1957     | Alessandro *1957     | Alessandro *1957           | Alessandro *1957           |                            |                            | Ludovico Giovanni Maria *1973 | Ludovico Giovanni Maria *1973 | Ludovico Giovanni Maria *1973 | Ludovico Giovanni Maria *1973 | Ludovico Giovanni Maria *1973 | Ludovico Giovanni Maria *1973 |  |  |  |  |  |  |  |  |  |  |  |  |  |  |  |  |  |  |  |  |  |  |  |  |  |  |  |  |  |  |